# Adler Trumpf

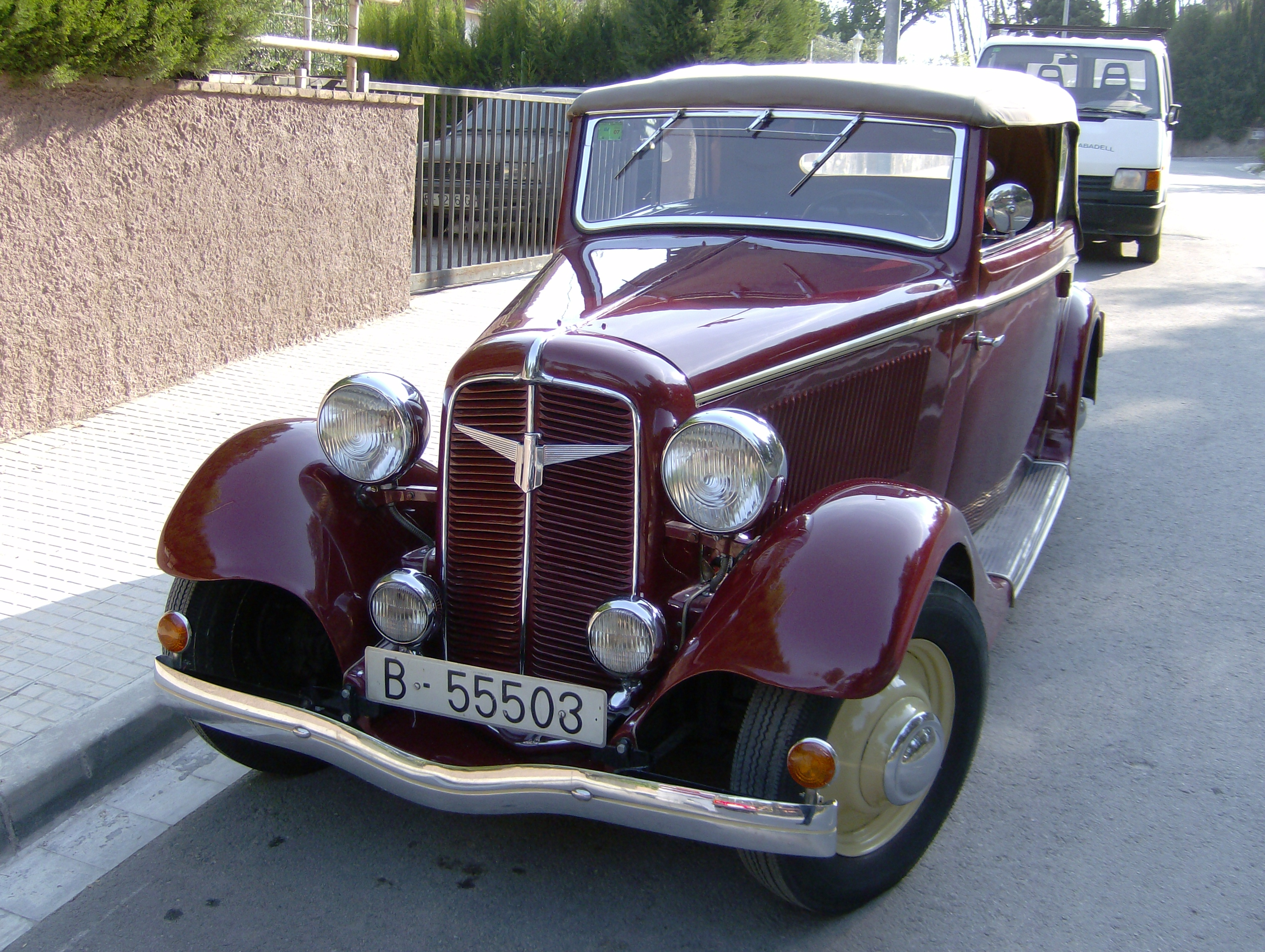
Adler Trumpf 1.7. Кузов Karman. 1934

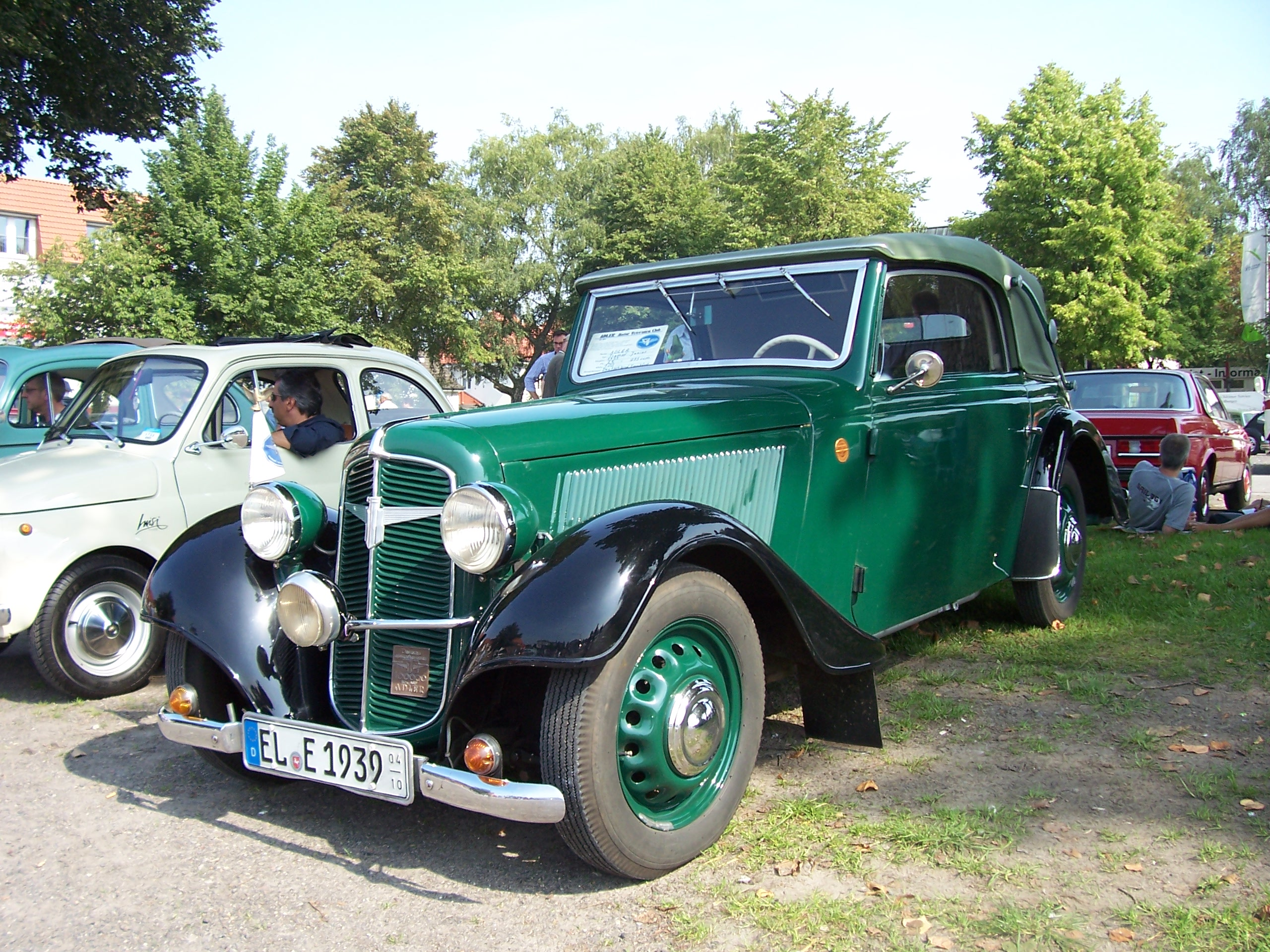
Adler Trumpf Junior. 1939

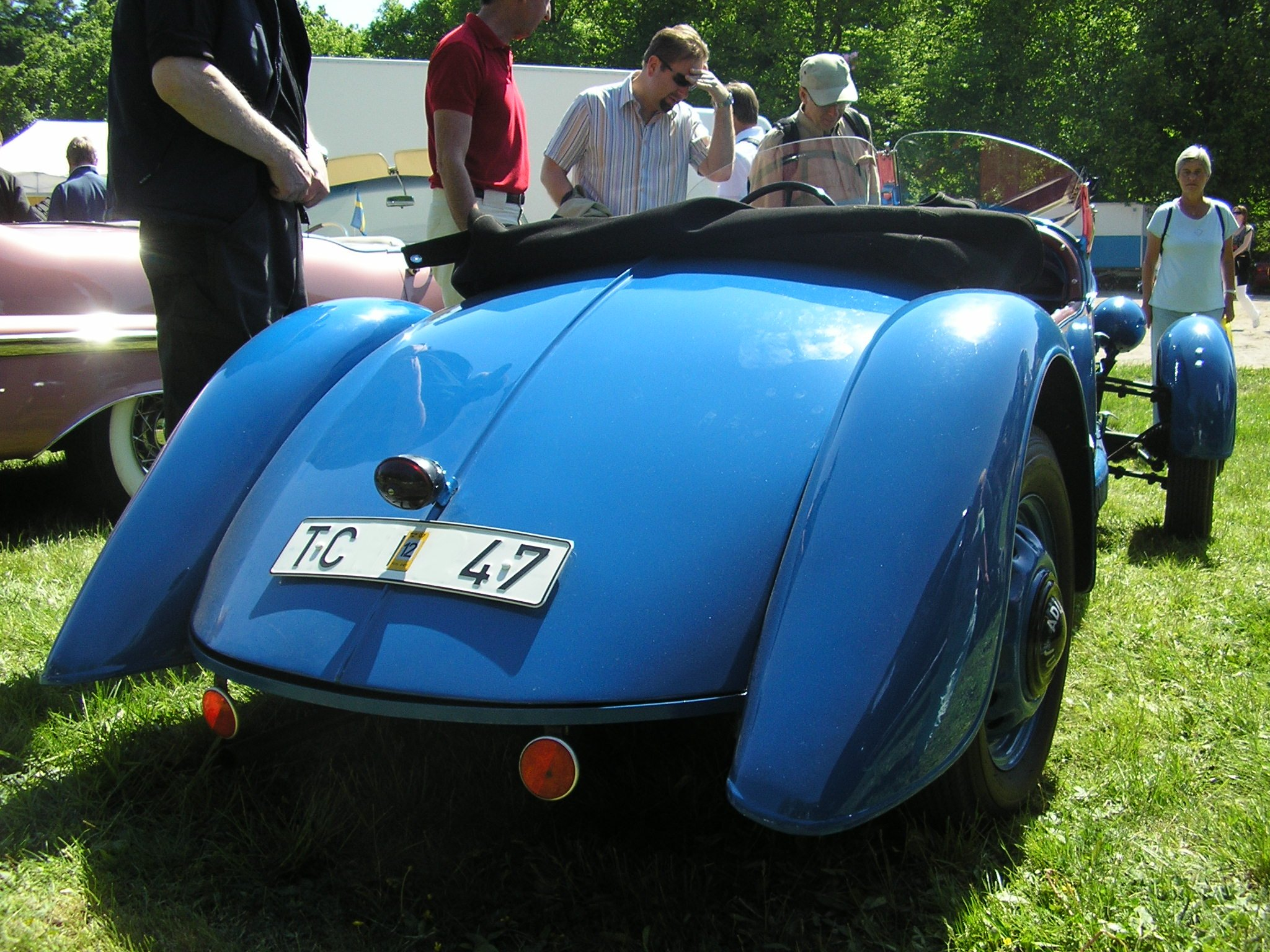
Adler Trumpf Sport. 1937

Adler Trumpf — один з перших у світі передньопривідних автомобілів німецької компанії Adler, що випускався на основі ліцензії французької компанії Tracta (конструкція переднього приводу) в декількох модифікаціях з різними моторами в 1932-1938 роках (Adler Trumpf 1.5 Liter 1932/34; Adler Trumpf 1.7 Liter 1933/36; Adler Trumpf Sport 1933/35; Adler Trumpf 1.7 EV 1936/38). 

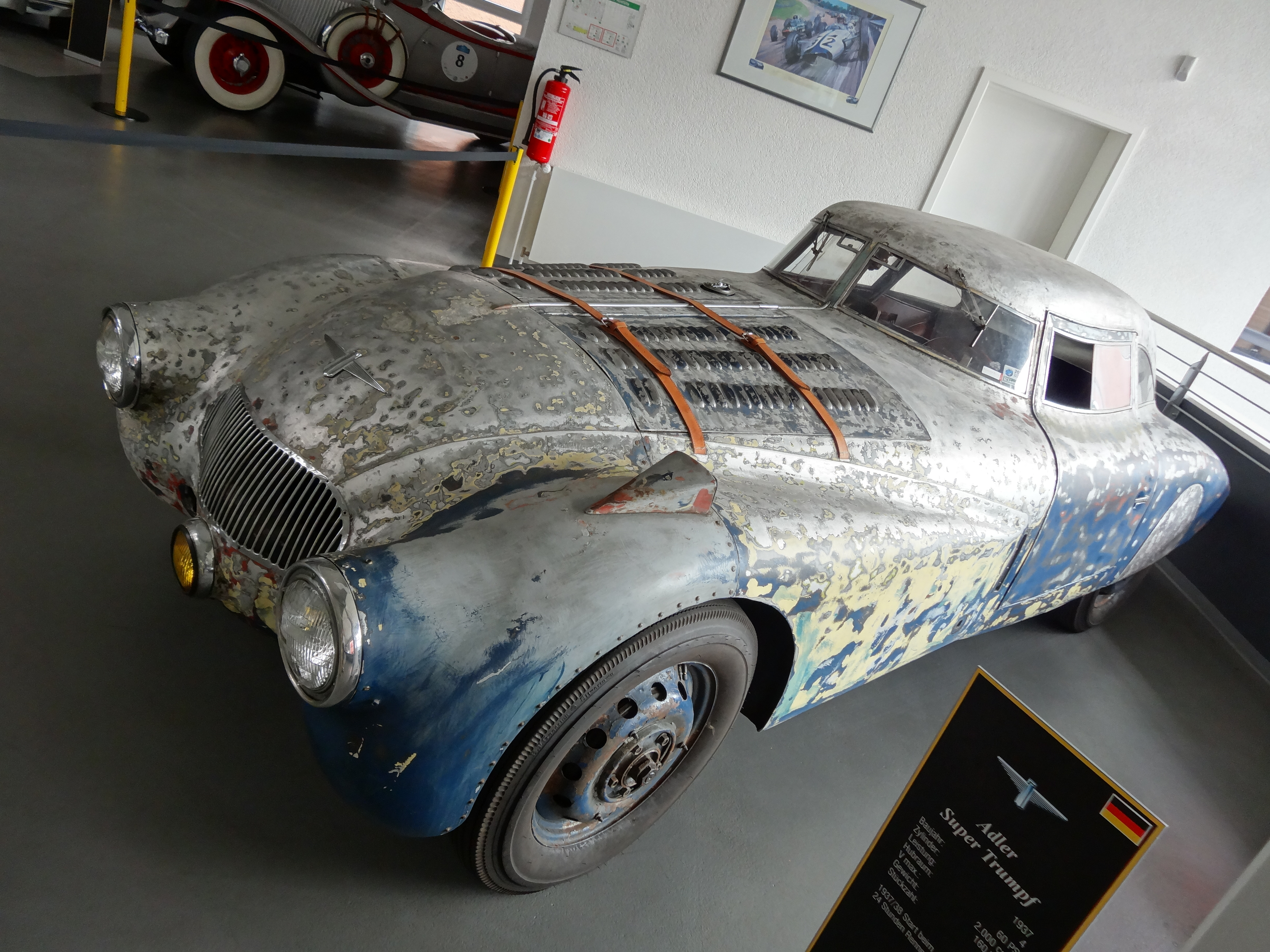
Adler Super Trumpf

Паралельно випускалась задньопривідна модель з однаковим мотором і схожим кузовом Adler Primus. Adler Trumpf був запущений у серію на два роки раніше за відомий Citroën Traction Avant, який вважають піонером передньопривідних авто. З 1934 року випускалась менш потужна і дешевша модель Adler Trumpf Junior (1934-1941)  .

## Історія
Презентація моделі Adler Trumpf з мотором об'ємом 1504 см³ і потужністю 32 к.с. при 3500 об/хв відбулась на Женевському автосалоні 1932 року. Модель розвивала швидкість 95 км/год. Конструкцію авто розробив Ганс Густав Рьор (нім. Hans Gustav Röhr). На відміну від задньопривідного Adler Primus мотор розвернули на 180° і разом з 4-ступінчастою коробкою передач встановили за передньою віссю. Кузов передньопривідної моделі Trumpf  і його колісна база (2825 мм) через це стали на 15 см довшими, ніж у Primus. Першу модифікацію випускали з кузовами 2- і 4-дверний лімузин (седан) і 2-дверний кабріолет. Моделі продавались за ціною 3750 марок (седан) і 4500 марок (кабріолет).
Модель випускали з кузовами компанії Ambi-Budd 2- і 4-дверний лімузин, 2-дверний кабріолет, 2-дверний родстер. До 1936 року продали 18.600 екземплярів авто перших модифікацій. Модифікацій з мотором 1,65 л продали 7003 екземпляри.
З 1933 почали встановлювати мотор об'ємом 1645 см³ потужністю 37 к.с. при 3800 об/хв, що дозволяв розвивати швидкість 100 км/год. Кузови компанії Ambi-Budd були обтічної форми.
Trumpf 1.7 EV почали випускати з травня 1936 року з мотором об'ємом 1645 см³. Він отримав збільшену колісну базу (2920 мм) і довший обтічний кузов. З 1937 року почали випускати 2-дверні седани з кузовом компанії Karmann з Оснабрюка. Модель оцінили в 4400 марок (згодом 4100). Продажі моделей Adler падали і компанія скотилась на 5 місце за продажами (2% ринку легкових авто Німеччини).

### Технічні дані Adler Trumpf
|                    |                                               |
| Розміри            | Параметри                                     |
| Роки випуску:      | 1932-1938                                     |
| Колісна база :     | 2825–2920 мм                                  |
| Довжина:           | 4150–4540 мм                                  |
| Ширина             | 1600 мм                                       |
| Висота             | 1550–1580 мм                                  |
| Виготовлено:       |                                               |
| Маса порожнього:   | 950–1140 кг                                   |
| Мотор              | 4-циліндровий рядний, 71мм×95мм(74,25мм×95мм) |
| Потужність мотору: | 32–33 к.с. (38, 47 (Sport) к.с.)              |
| Об'єм мотору       | 1504 cm³ (1645 см³)                           |
| Трансмісія :       | КП 4-ступінчаста механічна                    |
| Швидкість :        | 95 км/год (100 км/год, 115 км/год (Sport))    |
| Витрата пального:  | 10-15 л на 100 км                             |
| Модель-наступник;  | Adler 2 Liter                                 |